# La Prévière
La Prévière là một xã thuộc tỉnh Maine-et-Loire trong vùng Pays de la Loire phía tây nước Pháp. Xã này nằm ở khu vực có độ cao trung bình 79 mét trên mực nước biển.
Sông Verzée tạo thành toàn bộ ranh giới đông nam thị trấn.